# Alhaça (oásis)
O oásis de Alhaça (em árabe: الْأَحْسَاء) é um oásis e região histórica no leste da Arábia Saudita. A província de Alhaça, que compõe grande parte da região Oriental do país, recebeu seu nome. O oásis está localizado a cerca de 60 km para o interior da costa do golfo Pérsico. O oásis de Alhaça compreende quatro cidades principais e 22 vilas. As cidades incluem Al-Mubarraz e Al-Hofuf, duas das maiores cidades da Arábia Saudita. Alhaça foi declarado pelo Guinness World Records como o maior oásis independente do mundo e entrou para a lista de Patrimônio Mundial, tombado pela Organização das Nações Unidas para a Educação, a Ciência e a Cultura (UNESCO) no ano de 2018.
O Oásis de Alhaça possui uma área de 8.544 hectares e a maior parte desta área está entre 100 e 125 metros acima do nível do mar. Os limites sul, norte e leste possuem fronteira com grandes desertos de areia que, devido aos fortes ventos, fazem com que dunas móveis de areia invadam terras de cultivo, colocando o oásis em risco. Há uma extensa área de cultivo no oásis, com aproximadamente 180 km² de bosques de palmeiras e jardins. Assentamentos e aldeias tradicionais estão integrados aos bosques de palmeiras com alguns trechos de cultivo inteiramente cercados por áreas urbanas ou areias.